# Orthotrichum tortifolium
Orthotrichum tortifolium är en bladmossart som beskrevs av Jette Lewinsky 1992. Orthotrichum tortifolium ingår i släktet hättemossor, och familjen Orthotrichaceae. Inga underarter finns listade i Catalogue of Life.